# ФламандскиПрогресивни
ФламандскиПрогресивни (на нидерландски: VlaamsProgressieven, Vl.Pro) е белгийска социаллиберална партия, съществувала от 2001 до 2009 година и активна главно сред фламандската общност. Членува в Европейския свободен алианс. Лидер на партията е Бетина Гейсен.
Партията първоначално се нарича Спирит (Spirit). Тя е създадена през 2001 година, когато националистическият Народен съюз се разделя на лявоориентираната Спирит и дясноориентирания Новофламандски алианс, а друга част от привържениците му се включват в партията Фламандски либерали и демократи. Партията Спирит обикновено участва в предизборни коалиции със Социалистическа партия - различни. През 2008 година приема името ФламандскиПрогресивни, а в края на 2009 година се влива в партията Зелено!.